# Der 42. Psalm (Mendelssohn)
Der 42. Psalm op. 42 „Wie der Hirsch schreit“ (MWV A 15) ist eine Kantate für Sopran, gemischten Chor und Orchester von Felix Mendelssohn Bartholdy. Der Text beruht auf dem alttestamentlichen Psalm 42  in der Übersetzung Martin Luthers.

## Geschichte und Rezeption
Am 28. März 1837 heiratete Felix Mendelssohn Bartholdy die Pfarrerstochter Cécile Jeanrenaud. Mendelssohns Vertonung des 42. Psalms entstand größtenteils 1837 während seiner Hochzeitsreise, die das junge Ehepaar u. a. durch das Elsass und den Schwarzwald führte. Der erste, zweite und sechste Satz entstanden in Freiburg im Breisgau, der Schlusschor wurde Ferdinand Hiller zufolge später in Leipzig angefügt.
Die Uraufführung der ersten Fassung (mit dem jetzigen Chor Nr. 4 als Schlusschor) fand am 1. Januar 1838 im Leipziger Gewandhaus statt; im Frühjahr des gleichen Jahres folgte die überarbeitete, endgültige Fassung. Die Psalmkantate wurde zu Lebzeiten des Komponisten häufig aufgeführt und auch vom selbstkritischen Mendelssohn als eine seiner besten Kirchenkompositionen eingeschätzt. Robert Schumann urteilte, das Werk sei „die höchste Stufe, die er [Mendelssohn] als Kirchenkomponist, ja die neuere Kirchenmusik überhaupt, erreicht hat“.

## Besetzung
- Soli: Sopran, TTBB (oder Männerchor)
- Chor SATB
- Orchester: 2 Flöten, 2 Oboen, 2 Klarinetten, 2 Fagotte, 2 Hörner, 2 Trompeten, 3 Posaunen, Pauken, Streicher und Orgel

Die Aufführungsdauer beträgt ca. 25 Minuten.
Der Komponist Johannes X. Schachtner schuf 2005 eine Bearbeitung für Soli, gemischten Chor und Kammerensemble (Flöte, Oboe, Klarinette, Bassklarinette, Fagott, Horn und Streicher).

## Aufbau und Text
1. Coro

Wie der Hirsch schreit nach frischem Wasser,

so schreit meine Seele, Gott, zu Dir.

2. Aria (Soprano)

Meine Seele dürstet nach Gott,

nach dem lebendigen Gotte!

Wann werde ich dahin kommen,

dass ich Gottes Angesicht schaue?

3. Recitativo (Soprano)

Meine Tränen sind meine Speise Tag und Nacht, 

weil man täglich zu mir saget: Wo ist nun dein Gott?

Wenn ich dess’ inne werde, 

so schütte ich mein Herz aus bei mir selbst:

(Aria con coro) (Soprano, Coro femminile)

Denn ich wollte gern hingehen mit dem Haufen 

und mit ihnen wallen zum Hause Gottes, 

mit Frohlocken und mit Danken

unter dem Haufen, die da feiern.

4. Coro

Was betrübst du dich, meine Seele,

und bist so unruhig in mir?

Harre auf Gott!

Denn ich werde ihm noch danken,

dass er mir hilft mit seinem Angesicht.

5. Recitativo (Soprano)

Mein Gott, betrübt ist meine Seele in mir,

darum gedenke ich an dich!

Deine Fluten rauschen daher, 

dass hier eine Tiefe und dort eine Tiefe brause,

alle deine Wasserwogen und Wellen gehn über mich.

Mein Gott, betrübt ist meine Seele in mir!

6. Quintetto (Soprano, 2 Tenori, 2 Bassi)

Der Herr hat des Tages verheißen seine Güte, 

und des Nachts singe ich zu ihm 

und bete zu dem Gotte meines Lebens.

Mein Gott! Betrübt ist meine Seele in mir,

warum hast du meiner vergessen?

Warum muss ich so traurig gehn, 

wenn mein Feind mich drängt?

7. Schlusschor

Was betrübst du dich, meine Seele, 

und bist so unruhig in mir?

Harre auf Gott!

Denn ich werde ihm noch danken, 

dass er meines Angesichts Hilfe und mein Gott ist.

Preis sei dem Herrn, dem Gott Israels, 

von nun an bis in Ewigkeit!

## Werkbeschreibung
Der weichgetönte Eingangschor verarbeitet das vom Chor-Alt vorgestellte Thema kontrapunktisch, mit homophon bekräftigenden Einwürfen und einem verinnerlichten a-cappella-Abschnitt am Schluss. In den beiden folgenden Arien führt der Solo-Sopran zunächst einen Dialog mit der Oboe nach dem Vorbild der Arien Bachs, danach mit dem Frauenchor. Ein affirmativer Chor, der Elemente der Mehrchörigkeit aufnimmt, bildet den Mittelteil des Werks, dem sich ein Quintett des Solo-Soprans mit den Männerstimmen anschließt. Der an Händel gemahnende Schlusschor nimmt das Thema des vierten Teils wieder auf und mündet in eine breit angelegte Fuge auf den Text „Preis sei dem Herrn“, die dem Psalmtext quasi als Gloria Patri, als kleine Doxologie, angefügt ist.
Die Textstelle „Was betrübst du dich, meine Seele, und bist so unruhig in mir? Harre auf Gott! Denn ich werde ihm noch danken, dass er meines Angesichts Hilfe und mein Gott ist.“ kommt nicht nur im Schlusschor und, mit leicht unterschiedlichem Ende, im vierten Teil vor. Sie bildet auch den Schluss von Psalm 43 . Mendelssohn hat bei der Vertonung dieses Psalms („Richte mich, Gott“ op. 78 Nr. 2) für diese Textstelle weitgehend die gleiche Melodie verwendet wie beim 42. Psalm.

## Zur Textgestaltung
Mendelssohn vertonte den Text des Psalmes nahezu vollständig. Lediglich Vers 7b mit geographischen Angaben fehlt vollständig; ferner wurde Vers 11, der einige frühere Stellen wieder aufgreift, durch wörtliche Wiederholungen ersetzt.
Eric Werner merkt kritisch an, dass bei diesem Werk gelegentlich „über den Text hinwegkomponiert“ wurde. „Man vergleiche nur den Psalmtext (dessen deutsche Übersetzung die wilde Inbrunst des Urtexts schon abschwächt) mit seiner musikalischen Deutung. Hier ist alles abgeschwächt, gedämpft, was im Gedicht mit starken Worten und leidenschaftlichen Bildern und Erinnerungen auf den Leser eindringt.“ Besonders kritisch bewertet Werner, dass Mendelssohn dem originalen Psalmtext ein „Preis sei dem Herrn“ anfügt: „[…] eine Freiheit, die zwar bei einem liturgischen Werk sinnvoll wäre, bei einem für das Konzert bestimmten nicht am Platze war […] Steht nun diese ‚optimistische‘ Lobpreisung schon im Widerspruch zum problemgeladenen Text, so trägt die dazugehörige Musik einen unangenehm salbungsvollen Charakter […] Hier hat Mendelssohn nicht den Psalm komponiert, sondern eine triviale theologische Tirade mit opernhaftem Einschlag.“
Wie immer man auch Mendelssohns Textumdeutungen bewertet: der Komponist entwirft in dieser Psalmkantate ein tief empfundenes Bild von Sehnsucht und Suche nach Gott, die in Trost und Gottvertrauen Erfüllung findet.

### Ausgaben
- Der XLII. Psalm; op. 42. Partitur. Leipzig: Breitkopf & Härtel 1839 (Erstausgabe)

Digitalisat, Stadtbibliothek Lübeck
- Felix Mendelssohn Bartholdy: Der 42. Psalm op. 42. Wie der Hirsch schreit. Hrsg. von Günter Graulich. Klavierauszug von Volker Blumenthaler. Mit einem Nachwort von Thomas Kohlhase. Carus, Stuttgart 1986, ISMN 979-0-007-06062-6 (Suche im DNB-Portal).

### Sekundärliteratur
- Hans Gebhard (Hrsg.): Harenberg Chormusikführer. Harenberg, Dortmund 1999, ISBN 3-611-00817-6.
- Werner Oehlmann: Reclams Chormusik- und Oratorienführer. 7. Auflage. Stuttgart, Reclam 1999, ISBN 3-15-010450-5.
- Andreas Bomba: Booklet zur CD Hänssler 38.907. Stuttgart 1998.
- Jean-Yves Bras: Booklet zur CD harmonia mundi France 901272. Arles 1988.